# Aurelio Nord
Aurelio Nord è la zona urbanistica 18D del Municipio Roma XIII di Roma Capitale.
Si estende sul quartiere Q. XIII Aurelio.

## Geografia fisica

### Territorio
La zona urbanistica confina:
- a nord con la zona urbanistica 19A Medaglie d'Oro
- a nord-est con la zona urbanistica 17C Eroi
- a sud con la zona urbanistica 18A Aurelio Sud
- a ovest con la zona urbanistica 18B Val Cannuta

## Collegamenti
|  | È raggiungibile dalla stazione di Valle Aurelia. |